# 基巴利契奇环形山
基巴利契奇环形山（Kibalʹchich）是月球背面赤道区一座古老的大撞击坑，约形成于酒海纪期，其名称取自俄罗斯革命家、民意党人及火箭专家尼古拉·伊万诺维奇·基巴利契奇（1853年–1881年），1970年被国际天文联合会正式批准接受。

## 描述

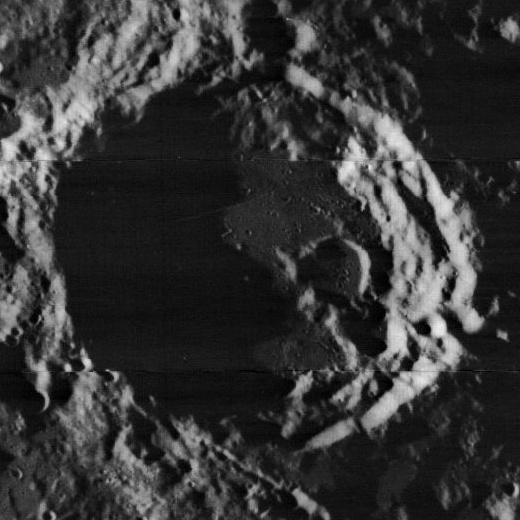
月球轨道器1号拍摄的图像

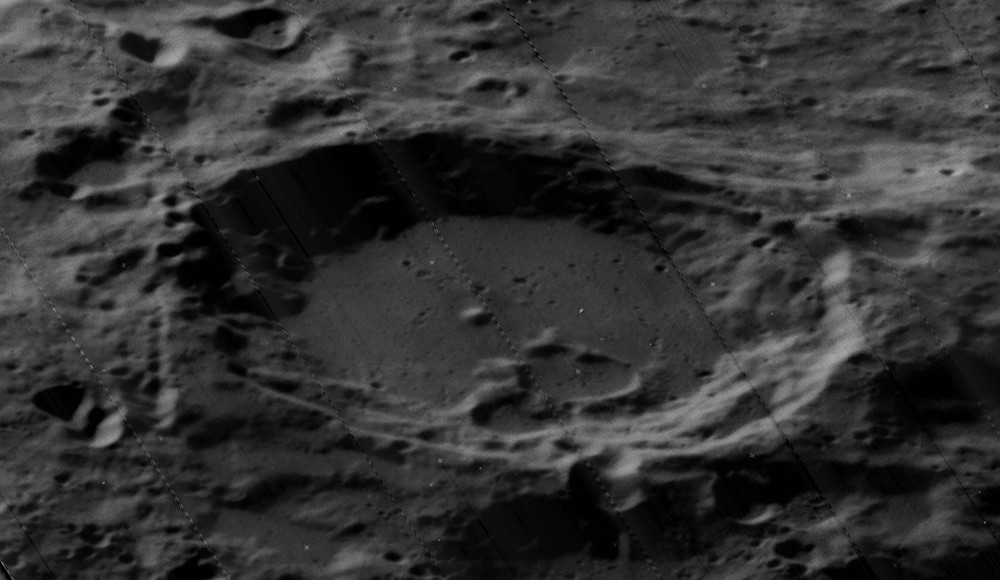
月球轨道器5号拍摄的斜视图

该陨坑西北与灿德尔环形山相连、北面邻近阿提密夫环形山、乔叟陨石坑坐落在东侧、南面横亘着季米里亚泽夫环形山、巨大的环壁平原-科罗廖夫环形山则位于它的西南。
该环形山中心月面坐标为2°43′N 147°11′W / 2.72°N 147.18°W，
直径91.7公里，深度2.8公里。
该陨坑呈多边形状，因存续时间长而损毁极重。坑壁受侵蚀而缓平，平直的西北侧与灿德尔环形山连接在一起，内侧壁坡带有清晰的梯田状阶坡；坑壁平均高出周边地形1430米，坑内容积8200立方千米。碗状的坑底较为平坦，表面散布着众多细小的陨坑，坑底东南有一座撞击坑残迹，中心点附近延伸着一道小山脊。

## 卫星陨石坑
按惯例，最靠近基巴利契奇环形山的卫星坑在月图上以字母标注在该坑中心点的旁边。

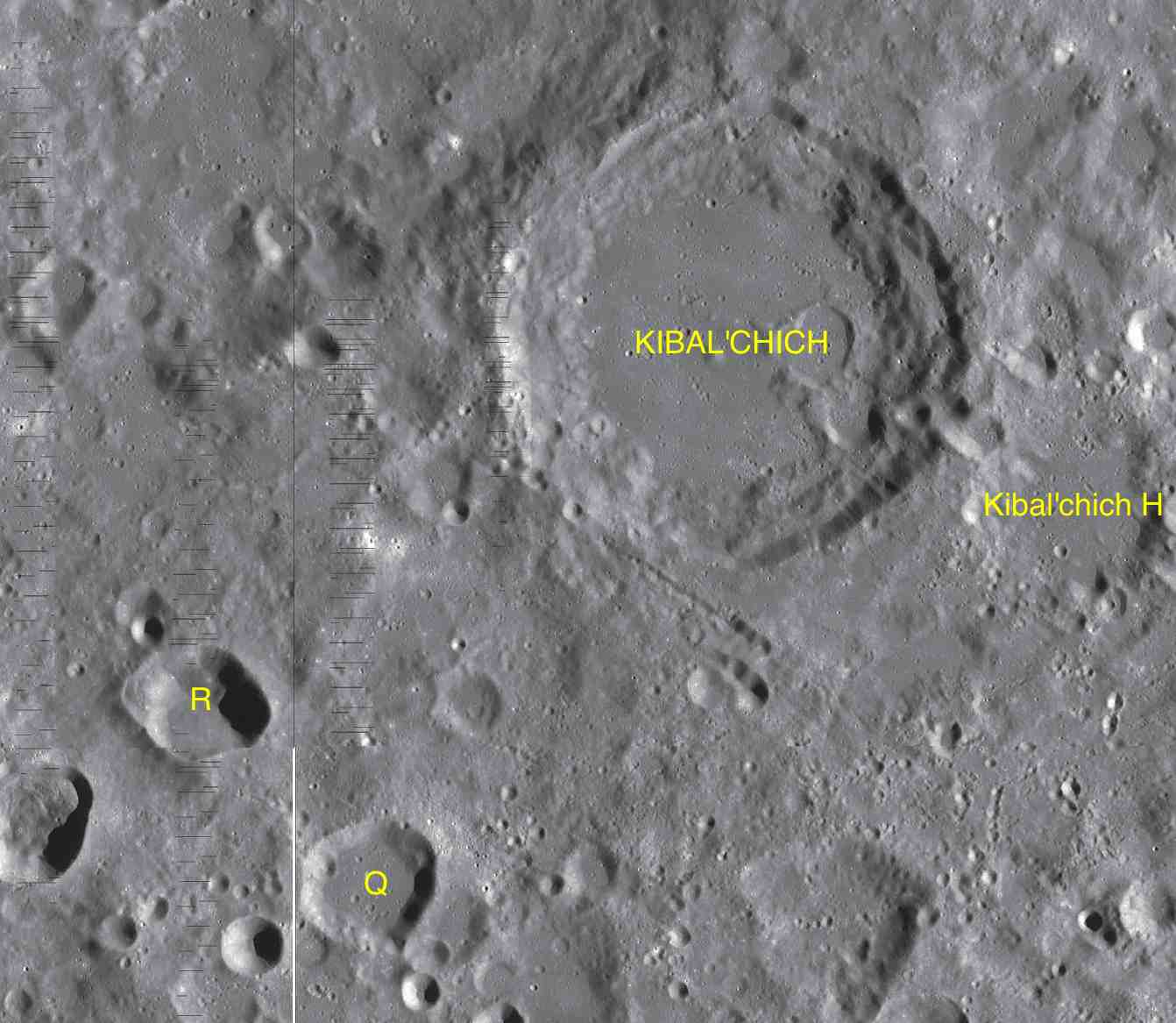
LAC-69、LAC-70、LAC-87及LAC-88拼接图

| 基巴利契奇 | 纬度   | 经度     | 直径    |
| ---------- | ------ | -------- | ------- |
| H          | 2.0° N | 144.2° W | 40 公里 |
| Q          | 0.7° S | 149.0° W | 25 公里 |
| R          | 0.6° N | 150.1° W | 29 公里 |